# لونه‌ویل
لونه‌ویل (تلفظ فرانسوی: [ly.ne.vil] ; آلمان: ) یک بخش در شهرستان مرت-ا-موزل در فرانسه است.
این بخش در محل تلاقی دو رودخانه مرت و وزوز واقع شده است.

## تاریخچه

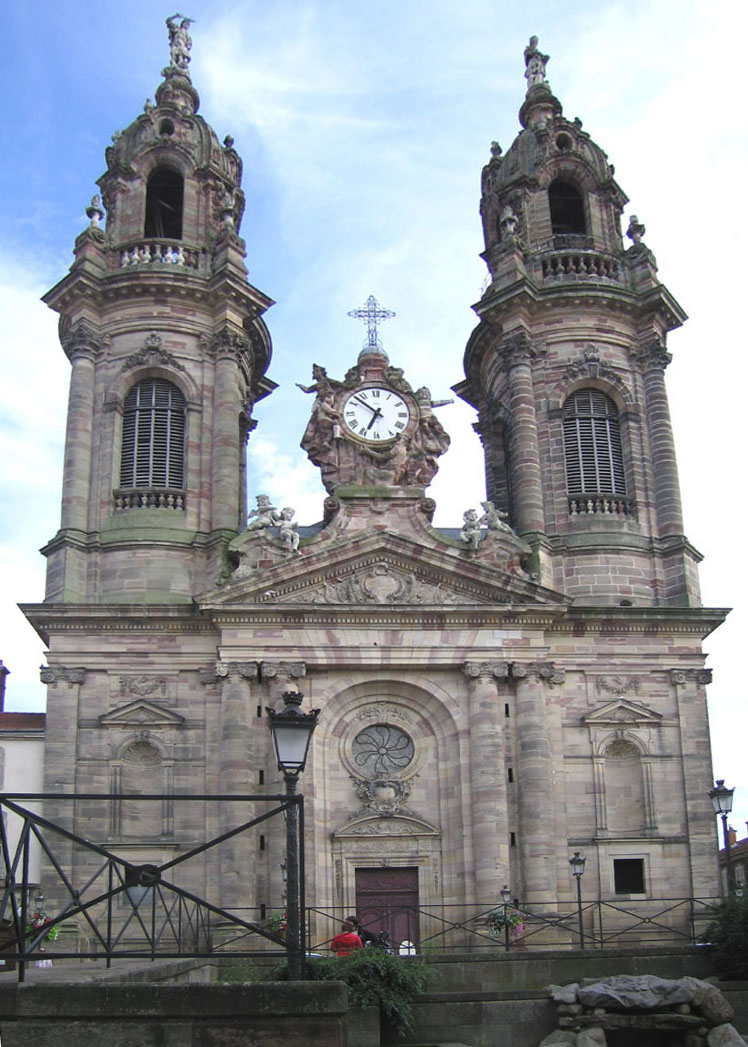
کلیسای سن-ژک در لونه‌ویل که به دستور استنیسلوس اول، پادشاه لهستان در سال ۱۷۵۴ ساخته شد.

## شهروندان سرشناس
- استنیسلوس اول (1677-1766) که از ساله‌های حدود 1704-1709 تا 1733-1736 پادشاه لهستان بود و پس از خلع از پادشاهی تا پایان عمر به عنوان دوک لورن به مدت ۳۰ سال در این شهر زندگی کرد
- برادران مولر، که کارخانه تولید شیشه‌های تزیینی را در این شهر راه اندازی کردند
- ژرژ دلاتور نقش مشهور سبک باروک.
- امیلی دوشاتله فیزیکدان

متولدین سرشناس:
- نیکولاس بیتریزت هنرمند مشهور قرن شانزدهم
- شاهزاده شارل الکساندر لورن ۱۷۱۲
- فرانسوا نیکولا بنوا، بارون آکزو ژنرال مقتدر ارتش ناپلئون
- ژان باستین تیری، سرهنگ نیروی هوایی فرانسه. خالق موشک Nord SS.10 که در جریان جدایی الجزایر از فرانسه نقشه ترور شارل دو گل را کشید و پس از ناکامی تیرباران شد. او آخرین نفری بود که در فرانسه تیرباران شد.